# Güterverkehrszentrum Augsburg
Das Güterverkehrszentrum (GVZ) Region Augsburg ist ein Logistik-Standort in der Metropolregion Augsburg, Schwaben. Dort werden Güter zwischen unterschiedlichen Verkehrsträgern umgeladen, für Ladungen zusammengestellt und für Transportfahrten vorbereitet. Der Ort vereint Dienstleister für Verkehrsträger (Straßenverkehr, Schienenverkehr und Luftfracht) z. B. Verkehrsunternehmen (Speditionen, Lagereien), verkehrsergänzende Dienstleistungsbetriebe (Fahrzeugservice, Tankstelle, Flurförderzeuge) sowie Dienstleister rund um den Kombinierten Verkehr an der Schnittstelle Schiene–Straße. Die räumliche Nähe fördert die Zusammenarbeit und Arbeitsteilung der angesiedelten Unternehmen.

## Allgemeines
Das Güterverkehrszentrum der Region Augsburg (GVZ) liegt nordwestlich des Augsburger Stadtteils Oberhausen, südwestlich der Stadt Gersthofen und nordöstlich der Stadt Neusäß und hat sich in nur kurzer Zeit als zentraler Logistikstandort für Transport und Logistikleistungen im süddeutschen Raum etabliert. Es ist damit eines von bundesweit 35 Güterverkehrszentren (Stand 04/2020) mit Containerterminals für den intermodalen Verkehr.
Das Güterverkehrszentrum Augsburg hat bimodale Terminals an der Schnittstelle von Straßen- und Zugverbindungen. So kann das GVZ die Verkehre ökonomisch und ökologisch optimieren, indem es die Güterverkehre für lange und teilweise internationale Verkehre auf die Schiene bringt, Lastwagenfahrten im städtischen und regionalen Verkehr durch Zusammenschlüsse bündelt, bei den Fahrzeugen eine bessere Auslastung erreichen kann, somit Leerfahrten vermeidet sowie Synergieeffekte durch einen gemeinsamen Service unterstützt.
Das Gesamtgelände des Verkehrszentrums hat eine Nutzfläche von circa 112 Hektar. Zwischen 1999 und 2009 investierten die drei Betreiberstädte zusammen etwa 40 Millionen Euro in die Erschließung und Erwerb der Grundstücksflächen für das Areal, die sich durch Verkäufe an niederlassungswillige Firmen wieder refinanzierten sollten. 2013 waren von 112 Hektar Bruttofläche 62 Hektar verpachtet. (Auf dieser Nutzfläche sind Grundstücksflächen bis 94.000 Quadratmeter für Unternehmen und Logisitkbetriebe vorhanden.) für die GVZ-Nutzflächen (Sondergebiet GVZ) in Beschlag, die Bahnflächen nahmen 10 Hektar ein, öffentliche Grünflächen 28 Hektar und Straßenflächen etwa 12 Hektar.
Im ausgebauten Zustand wird das GVZ des Ballungsraumes Augsburg etwa 2500 Menschen Arbeit bieten. Es ist geplant, hier jährlich circa 100.000 Lkw-Ladungen auf Güterzüge zu setzen.

## Geschichte
1996 gründeten die drei beteiligten Städte die GVZ Augsburg Entwicklungsgesellschaft mbH, die zwischenzeitlich jedoch liquidiert wurde. Die Gründung der GVZ-Entwicklungsmaßnahmen GmbH der drei Städte Augsburg, Neusäß und Gersthofen als Entwicklungsträgergesellschaft erfolgte im gleichen Jahr. Ein Jahr später folgte die Gründung des Planungsverbandes GVZ Raum Augsburg durch die Betreiberstädte. Der Flächennutzungsplan für das Gesamtareal des zukünftigen Güterverkehrszentrum wurde jedoch erst im September 1999 wirksam.
Im Dezember 2003 wurde in Kooperation mit dem Bund der Anschluss an die Bundesautobahn 8 mit der Ausfahrt Neusäß (71b) in Betrieb genommen. Dieser Anschluss dient sowohl dem Industriegebiet Nord-West in Gersthofen als weitere indirekte Anschlussstelle an die Autobahn sowie der Ortschaft Hirblingen und dem Neusäßer Ortsteil Täfertingen als direkte Anschlussstelle. Erst 2007 erfolgte dann der erste Spatenstich zur Nutzbarmachung des Güterverkehrszentrums. Anfang August 2009 gründeten die drei Betreiberstädte einen Zweckverband für den unproblematischen Unterhalt des GVZ aus nur einer Hand. Augsburg übernahm durch diese Zweckvereinbarung mit ihrem stadteigenen Abwasserbetrieb SWA die Herstellung der Abwasseranlagen, die Stadt Gersthofen verpflichtete sich zur Herstellung der Wasserversorgung. Im September 2010 erfolgte anschließend die Verkehrsfreigabe des GVZ Augsburg einschließlich der nun ebenfalls neu geschaffenen Verbindungsstraße an die mehrspurige B 17 / B 2 Richtung Landsberg am Lech und Donauwörth (- Nürnberg) mit der bereits vorhandenen Auffahrt Stuttgarter Straße. Nach drei Jahren Bauzeit und einer Investition von circa 19 Millionen Euro konnte das Güterverkehrszentrum Augsburg seinen Betrieb starten.
2005 wurde die Terminalinvestitionsgesellschaft Augsburg (kurz: TIA) für die Planung und Bau eines neuen Terminals gegründet. 2008 konnte das öffentlich-rechtliche Umlegungsverfahrens abgeschlossen werden. Somit waren nun alle öffentlichen Ausgleichs-, Verkehrs- und Grünflächen im Eigentum des Planungsverbandes. Alle gewerblich nutzbaren SO-Flächen (Sondergebiet laut Verordnung über die bauliche Nutzung der Grundstücke (BauNVO)) und die Terminalflächen waren im Treuhandvermögen der GVZ-Entwicklungsmaßnahmen GmbH. Bis September 2008 waren etwa 33 Prozent der Fläche des Güterverkehrszentrum veräußert. An einem weiteren Drittel bekundeten verschiedenen Unternehmen Interesse. Bereits zuvor hatte sich die Honold Logistik-Gruppe im Güterverkehrszentrum eingekauft und veröffentlichte Pläne, wonach sie 6,5 Millionen Euro in den Bau einer Logistikhalle investieren wolle. Ein knappes Jahr später stellte die Prologis Germany Management GmbH mit einem 93.000 Quadratmeter großen Service- und Logistikpark den Entwurf eines Themenparks vor. (2009 waren diesbezüglich bereits 53.180 Quadratmeter bebaut.) Neben Logistikflächen erhielten Mieter ein komplettes Servicepaket mit umfangreichen Angeboten, wie zum Beispiel Fahrzeugwartung und Personalräume. Am 12. Juli 2012 lud die DB Schenker AG in ihrem Neubau noch vor der offiziellen Eröffnung im August 2012 prominente Gäste aus Politik und Wirtschaft ein. Das Logistikzentrum der DB Schenker war auf einem Teilgrundstück des Themenparks des Immobilienpartner Prologis entwickelt worden. Ebenfalls wird es von diesem Partner verwaltet. Die Prologis errichtete auf insgesamt 93.000 Quadratmetern Fläche den Prologis Park Augsburg. Ungefähr 30.000 Quadratmeter Distributionsfläche gab es bereits, somit standen neben dem Ausbau für DB Schenker Logistics noch zusätzliche Flächen bereit. Damals waren 42 % der gesamten Ansiedlungsflächen im GVZ verkauft. Ende 2012 waren die Logistikunternehmen von GKM Hörnlein, Honold, Kloiber und Hermes sowie von Mercedes-Benz das Nutzfahrzeug-Center mit neuen Standorten im GVZ beheimatet.
2012 begann das Planfeststellungsverfahren für ein geplantes schienenseitiges Containerterminal und bereits im Juli 2012 stand der Gleisanschluss kurz vor der Verwirklichung. Ab Inbetriebnahme sollten Logistikgüter leichter auf die Deutsche Bahn, auf die ortsansässige Augsburger Localbahn oder auf weitere Eisenbahnverkehrsunternehmen verlagert werden können. Das neue Terminal hilft bei der Umverteilung des Straßengüterverkehrs auf die Schiene. Durch die Localbahn sind auch innerstädtische Transporte über die Schiene möglich. Ursprünglich sollte das Umschlagterminal im Jahr 2013 oder 2014 in Betrieb gehen. Bis es soweit sei, so die GRÜNEN, sollte die Augsburger Localbahn wirtschaftlich gestärkt und infrastrukturell erweitert werden, um Güter aus dem Güterverkehrszentrum öfter und somit ökologischer als mit dem Lkw per Zug in die Stadt zu bringen. Aber erst 2017 wurde der Planfeststellungsbeschluss für den Containerbahnhof genehmigt.
Am 16. April 2015 fand der bundesweite Tag der Logistik auf dem Areal des GVZ statt, der mit einem Tag der Offenen Tür verbunden war.
2016 begann der Aufbau von SO10, einem Servicepark für die im GVZ beschäftigten Arbeiter.

## Details
Das Güterverkehrszentrum liegt verkehrsgünstig an wichtigen Bahn- und Straßenachsen. So ist es zur Drehscheibe des Güterverkehrs im Ballungsgebiet der Region Schwaben, zum Verteilungszentrum im gebirgsquerenden Verkehr, zum Korridor nach Süd- und Osteuropa und zum überregionalen Hinterlandstandort für den Seehafenverkehr geworden.
Das Herzstück ist ein Güterumschlagterminal für den kombinierten Verkehr, das die Güter von der Schiene auf die Straße und umgekehrt bringt. Das Umschlagterminal wurde zusammen mit der Spedition Roman Mayer, der Augsburger Localbahn und der Spedition Nuber als TIA – Terminalinvestitionsgesellschaft mbH in weiterer Zusammenarbeit mit dem DB-Tochterunternehmen Deutsche Umschlaggesellschaft Schiene-Straße (kurz: DUSS) geplant. Etwa zum Jahreswechsel 2011/2012 war das circa 20 Millionen Euro teure Terminal fertig. Über das Bahnterminal neben dem Bahnhof Augsburg-Oberhausen (einem Bahnhofsteil vom Augsburger Hauptbahnhof) hat das Umschlagsterminal einen direkten Gleisanschluss an das Netz der Deutschen Bahn. Ein deutlicher Vorteil des Standortes ist die Benutzung der Augsburger Localbahn mit ihrem Schienenringnetz in Augsburg. Des Weiteren können regionale Strecken wie zum Beispiel Augsburg–Schongau und Augsburg–Ingolstadt, aber auch überregionale Strecken bedient werden.
Nach der gemeinsamen Erschließung der Grundstücke des Güterverkehrszentrum gründeten die Betreiberstädte den Zweckverband Betrieb. Der Zweckverband kümmert sich zum Beispiel um den Unterhalt der Straßen- und Grünflächen. Auch einigten sich die drei Städte auf gemeinsame Steuerverteilung bei wesentlichen Steuereinnahmen wie der Gewerbe-, Grunderwerbs- und Grundsteuer. Dadurch ist das GVZ ein Musterbeispiel für kommunale Zusammenarbeit.
Der Servicepark SO10 ist seit 2016 ein neues Förderungsareal im GVZ mit rund 26.000 Quadratmetern Platz für den Einzelhandel sowie kleinflächige Gastronomie, vorrangig für die Beschäftigten im GVZ, aber auch für Büroimmobilien und Übernachtungsangebote in Form von Businesshotels. Der steigende Bedarf an Serviceeinrichtungen, hauptsächlich für die Beschäftigten, soll mit dem Servicepark SO10 einhergehen; das bietet genug Potential für einen Aufbau eben dieser Versorgungsinfrastruktur.
Im dann insgesamt 112 Hektar großen Güterverkehrszentrum sollen im Endausbau bis zu 2500 Arbeiter tätig sein.

## Nachhaltigkeit
Von der Gesamtfläche des GVZ entfallen knapp 40 Hektar auf Grün- und Ausgleichsflächen. Diese sollen eine Biotopfunktion fördern und dazu beitragen, etwaige natürliche Regelungsfunktionen für Wasser und Boden zu erhalten sowie Flächen zu durchgrünen. Eine optimierte, teilweise selbst hergestellte Energieerzeugung und -verteilung, ein minimaler Energieverbrauch durch erneuerbare Energien, insbesondere die Solarenergie, und ein direkter Schienenanschluss tragen dazu bei, dass das Güterverkehrszentrum in Kooperation mit den Fachbehörden des Naturschutzes so nachhaltig wie möglich, ökologisch und „grün“ arbeitet.
Am südwestlichen Rand des Güterverkehrszentrums zieht sich eine Hügel-, Natur- und Naherholungslandschaft mit Streuobstwiesen, Biotopen und Gehölzen entlang, die für die Anwohner der benachbarten Stadtteile öffentlich zugänglich ist. Sie ist aus dem Erdaushub der Erschließung entstanden. In der Fläche finden Pflanzen und Tiere neuen Lebensraum, darunter sogar bedrohte Tierarten wie die Kreuzkröte. Auf freien Grundstücksflächen versickert unbelastetes Oberflächenwasser punktuell oder flächig. Das verbessert zum einen die Grundwasserneubildungsrate und bietet zum anderen der vorkommenden Fauna und Flora die richtigen kleinklimatischen Bedingungen. Die meisten neu gebauten Straßen im GVZ sind als Allee-Straßen angelegt. Die umweltbewusste Planung zeigt sich ebenfalls bei den Verkehrs- und Logistikflächen. So wird im GVZ beispielsweise auf Lichtzeichenanlagen völlig verzichtet, die Verkehrsführung ist beschildert.
Seit dem Frühjahr 2011 weiden auf den Ausgleichsflächen Esel, ein Projekt, das nicht nur die Kosten für die Grünflächen senken, sondern auch für ein gutes nachbarschaftliches Verhältnis zwischen den Anwohnen und dem Güterverkehrszentrum sorgt.

## Verkehrsanbindung und Infrastruktur
Das GVZ der Region Augsburg hat drei Standorte. Der straßenseitige Standort liegt westlich der Bahntrasse Augsburg – Donauwörth und direkt südlich der A 8. Der aktuelle schienenseitige Standort liegt südwestlich vom Bahnhof Augsburg-Oberhausen im gleichnamigen Stadtteil. Durch ein Be- und Entladungsterminal kann hier der Frachtaustausch zwischen Schiene und Straße erfolgen. Der dritte Standort ist der Verkehrslandeplatz Augsburg (IATA: AGB), wo das Güterverkehrszentrum Region Augsburg zwar auch (Express-)Frachtverbindungen via Luftfracht anbietet, aber kein eigenes Terminal besitzt.

### Straße
Das Zentrum für den straßenseitigen Güterverkehr liegt im Kreuzungspunkt der A 8, B 17 und B 2, südwestlich vom Kreuz Augsburg-West. Die B 300 ist ebenfalls nur circa 5 km entfernt.
Vom GVZ aus wird in Richtung Westen in circa 1500 Metern die Anschlussstelle Neusäß (71b) erreicht, die auf die Bundesautobahn 8 führt. Die Autobahn führt in West-Ost-Achse von der französischen zur österreichischen Grenze und bedient Städte wie Ulm, Stuttgart und Karlsruhe, München, Rosenheim und Freilassing. Die Anschlussstelle Stuttgarter Straße verbindet innerhalb von circa 1200 Metern das GVZ mit der autobahnähnlich ausgebauten B 17. Von dort besteht Anschluss in Richtung Anschlussstelle B 300 (Richtung Krumbach und Memmingen), Landsberg, Schongau, Füssen, weiter Richtung Österreich und der ebenfalls autobahnähnlich ausgebauten B 2 Richtung Donauwörth und Nürnberg.
Die Verkehrswege im Verkehrszentrum haben Granitbordsteinkanten, einen extra dicken Straßenunterbau und sind für die Effizienzsteigerung des Verkehrs breiter als üblich.
Das straßenseitige GVZ ist circa 4,5 Kilometer vom bimodalen Umschlagplatz im Stadtteil Augsburg Oberhausen entfernt, wobei der größte Teil der Strecke über die B 17 transportiert werden kann.
Es ist geplant ein neues Containerterminal mit Bahnanschluss zu bauen.

### Schiene
Das Konsortium rund um das GVZ tritt hier als Eisenbahninfrastrukturunternehmen (EIU) auf. Es besitzt Anschluss an die Bahnanlage des Hauptbahnhofs Augsburg (Bahnhof Augsburg-Oberhausen ist ein Bahnhofsteil von Augsburg Hauptbahnhof), direkt neben dem Bahnsteig Gleis 6/7 von Augsburg Oberhausen.
Auf der Nord-Süd-Achse bindet es die Nordhäfen und in Richtung Süden die Neue Eisenbahn Alpen Transversale (NEAT) Richtung Schweiz, Mailand und Ligurien, somit zum ligurischen Meer, an. Zugang zu den westlichen Häfen bietet es via Stuttgart, Karlsruhe (mit Abzweig nach Frankfurt am Main) und Paris. Über den Brennerbasistunnel (BBT) bindet es Italien und über die Tauernroute Südosteuropa und die Adriahäfen an. An den Skandinavien–Mittelmeer-Korridor (Güterverkehrskorridor 3) Richtung München – Innsbruck – Verona – Neapel, somit an das tyrrhenische Meer und ionische Meer besteht ebenfalls Anschluss. Die wichtigste Verbindung aber ist der Rhein–Donau-Korridor (Güterverkehrskorridor 9) Richtung Wien – Bratislava (mit Abzweig nach Košice – Kiew) – Budapest (mit Abzweig auf den Güterverkehrsorridor 7, Orient–Östliches Mittelmeer, nach Belgrad – Sofia – Istanbul – Ankara / Belgrad – Skopje – Thessaloniki – Athen) – Arad – Constanța. Dieser bindet das Schwarze Meer in Constanța, das Marmarameer in Istanbul und die Ägäis in Thessaloniki sowie Athen an.
Für den Zugang zum Bahnnetz besteht heute bereits ein kombiniertes Containerterminal für den bimodalen Verkehr. Das Terminal hat eine Kapazität von etwa 24.000 Ladeeinheiten pro Jahr. Es liegt durch den Schienenverkehrsanschluss am Bahnhof Augsburg-Oberhausen im gleichnamigen Augsburger Stadtteil Oberhausen.
Das seit 2017 planfestgestellte Containerterminal für den kombinierten Verkehr wird das straßenseitige Güterverkehrszentrum ebenfalls an das Schienennetz der DB Netz anschließen. Als Investor kooperieren mehrere örtliche Partner mit der Deutschen Umschlaggesellschaft Schiene-Straße mbH (DUSS) unter der Dachgesellschaft der TIA GmbH.
Nach jahrelangen Verzögerungen wurde im Juli 2025 mit dem Bau des neuen Containerterminals begonnen, die Fertigstellung ist für 2026 geplant.

### Flugverkehr
Der Verkehrslandeplatz Augsburg ist nur circa 8 Kilometer vom straßenseitigen Umschlagplatz entfernt und kann über die A 8 (welche in dem Abschnitt als Stadtautobahn fungiert) erreicht werden. Das GVZ wirbt mit problemlosen, zeitkritischen Lieferungen, sowie einem guten Ausgangspunkt für Geschäftsreisende als schnelle Alternative zu Auto und Bahn. Das Güterverkehrszentrum betreibt kein eigenes Terminal.
Es liegen vier international agierende Flughäfen in einem Radius von circa 2 Stunden Fahrzeit. Der Flughafen München (IATA: MUC), als größter Flughafen Süddeutschlands, liegt nur knapp 90 Kilometer in östlicher Richtung entfernt. Die Strecke ist in 60 Minuten via A 8, A 99 und A 92 zu bewältigen. Der Flughafen Stuttgart (IATA: STR) liegt ebenfalls nur 130 Kilometer in westlicher Richtung entfernt. In circa 1,5 Stunden ist man via A 8 direkt am Flughafen. Der Flughafen Memmingen (IATA: FMM) liegt knapp 90 Kilometer entfernt und ist über die B 300 erreichbar. Der entfernteste Flughafen liegt in Nürnberg (IATA: NUE) und ist knapp 2 Stunden via B 2 entfernt.

## Firmen
Firmen auf dem Gelände des GVZ: (Auswahl)
- DB Schenker Logistics[15]
- Hermes
- Honold
- Prologis
- Mercedes-Benz Nutzfahrzeuge[16]
- Ziegler Gabelstapler[17]
- Max Weishaupt (seit 2022)[18]